# Stanisław Łempicki
Stanisław Łempicki (ur. 25 maja 1886 w Kamionce Strumiłowej, zm. 2 grudnia 1947 w Krakowie) – polski historyk literatury, pisarz, profesor Uniwersytetu Jana Kazimierza, dziekan i prodziekan Wydziału Humanistycznego UJK, kierownik literacki Ossolineum, członek korespondent Polskiej Akademii Umiejętności, jeden z przedstawicieli filozoficznej szkoły lwowsko-warszawskiej.

## Życiorys
Uczęszczał do gimnazjum w Nowym Sączu (1897–1901) i do C.K. V Gimnazjum we Lwowie (1901–1904), gdzie w 1904 zdał z odznaczeniem egzamin dojrzałości (w jego klasie byli m.in. Zygmunt Klemensiewicz, Maurycy Schlaffenberg). Studiował polonistykę, historię i filologię klasyczną (1904–1909) oraz prawo (1910–1911) na Uniwersytecie Lwowskim. W latach 1910–1921 był wykładowcą gimnazjalnym we Lwowie (VIII i VI  Gimnazjum), w Horodence i Borysławiu. W 1913 obronił doktorat, w 1922 habilitację. W 1924 został profesorem nadzwyczajnym i kierownikiem Katedry Historii Oświaty i Szkolnictwa w UJK. W 1933 został profesorem zwyczajnym. Był dziekanem i prodziekanem Wydziału Humanistycznego UJK. Obok historii szkolnictwa zajmował się także badaniami nad historią kultury w Polsce (prace: Mecenat kulturalny w Polsce. Problemy i postulaty, Biskupi polskiego renesansu jako opiekunowie kultury, Szymon Szymonowicz i jego czasy, Medyceusz polski XVI wieku, Renesans i humanizm w Polsce), był także historykiem literatury polskiej (J. Kochanowski, I. Krasicki, A. Mickiewicz). Był dyrektorem Polskiego Muzeum Szkolnego we Lwowie (od 1925), kierownikiem literackim Wydawnictwa Ossolineum (1925–1927), redaktorem Encyklopedii Wychowania (1933–1939), członkiem czynnym Towarzystwa Naukowego we Lwowie (od 1928), członkiem korespondentem Polskiej Akademii Umiejętności (od czerwca 1929). Został członkiem założycielem powołanego w 1938 Stowarzyszenia „Towarzystwo Budowy Panoramy Plastycznej Dawnego Lwowa”.
Podczas okupacji sowieckiej Lwowa (1939–1941) wykładał literaturę staropolską na Uniwersytecie Lwowskim. W czasie okupacji niemieckiej był bibliotekarzem w Ossolineum we Lwowie, brał udział w tajnym nauczaniu. Po wojnie wykładał na Uniwersytecie Lwowskim a po wymuszonym wyjeździe ze Lwowa (wiosną 1945) – na Jagiellońskim, gdzie został kierownikiem Katedry Historii Starszej Literatury Polskiej. W 1946 został powołany na członka czynnego PAU. Był członkiem założycielem Towarzystwa Przyjaciół Ossolineum we Wrocławiu.
Pochowany na Cmentarzu Salwatorskim w Krakowie (sektor SC14-D-14).

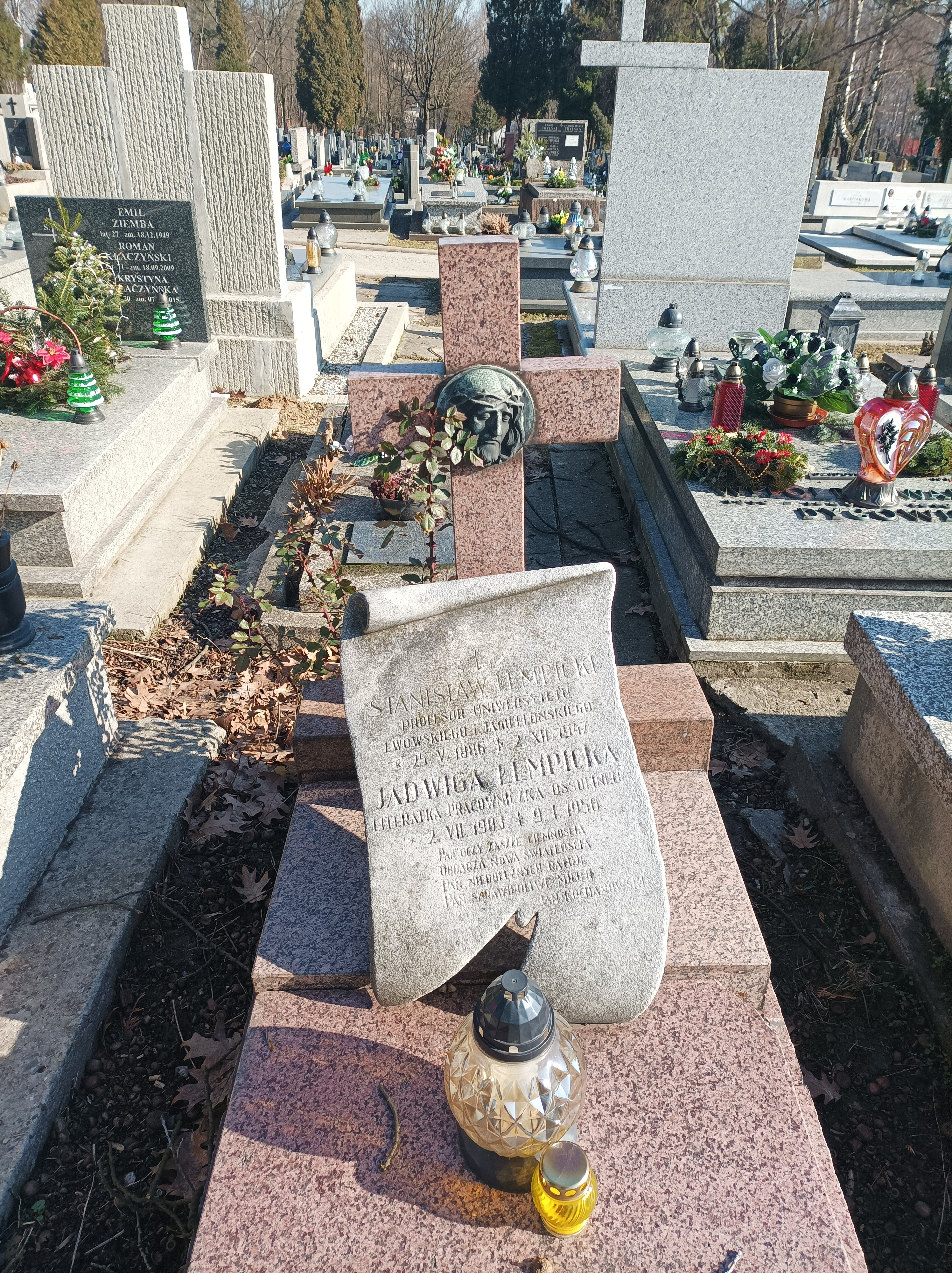
Grób prof. Stanisława Łempickiego na Cmentarzu Salwatorskim

Miał syna Zdzisława (1920–1970). W 1930 zawarł związek małżeński z Jadwigą Gamską.

## Uczniowie
Do grona jego uczniów należą: Roman Aftanazy, Stefan Cioroch, Amelia Dician, Jan Dobrzański, Ewa Grodecka, Tadeusz Hahn, Oskar Kanfer, L. Karlówna, Antoni Knot, Bronisław Kocowski, Maria Wanda Kohn-Kultys, Łukasz Kurdybacha, Adolfina Mannówna, Bronisław Nadolski, Maria Antonina Olchawa, Reder Rapapport, Alfons Schletz, Taube Schonfeld, Esther Schreiberówna, Urszula Szumska.

## Ordery i odznaczenia
- Krzyż Komandorski Orderu Odrodzenia Polski (11 listopada 1937)[9][10]
- Srebrny Wawrzyn Akademicki (5 listopada 1935)[11]